# Oskar Sepre
Oskar Sepre (ur. 20 maja 1900 we wsi Kabala, zm. 23 listopada 1965 w Tallinnie) – estoński polityk komunistyczny, przewodniczący Rady Komisarzy Ludowych Estońskiej SRR w latach 1942–1944.

## Życiorys
W marcu 1924 został wybrany do estońskiego parlamentu z listy komunistycznej, jednak wkrótce partia komunistyczna została zdelegalizowana, a jej frakcja w parlamencie rozwiązana. Oskar Sepre został aresztowany i jeszcze w 1924 skazany w procesie 149 komunistów na dożywotnie więzienie. Zwolniony w 1938 na mocy amnestii. Od 25 sierpnia 1940 członek Rady Komisarzy Ludowych nowo anektowanej przez ZSRR Estonii. Od 17 czerwca 1942 do 28 września 1944 był nominalnie przewodniczącym Rady Komisarzy Ludowych Estońskiej SRR, choć w tym czasie terytorium Estonii było okupowane przez Niemców. Później przez wiele lat był pracownikiem Instytutu Ekonomii Estońskiej SRR.